# Silviu Lung sr.
Silviu Lung (Sânmiclăuș, 9 september 1956) is een voormalig voetballer uit Roemenië, die speelde als doelman gedurende zijn carrière. Zijn zoon Silviu Lung jr. is ook actief in het betaald voetbal als keeper.
Hij werd in 1984 uitgeroepen tot Roemeens voetballer van het jaar.

## Interlandcarrière
Lung kwam in totaal 77 keer uit voor de nationale ploeg van Roemenië in de periode 1979–1993. Onder leiding van bondscoach Ștefan Kovács maakte hij zijn debuut op 21 maart 1979 in de vriendschappelijke thuiswedstrijd tegen Griekenland (3-0), net als zijn ploeggenoot Nicolae Tilihoi (Universitatea Craiova). Lung nam met zijn vaderland deel aan het EK voetbal 1984 en het WK voetbal 1990.

## Erelijst
Universitatea Craiova
- Landskampioen

1980, 1981
- Beker

1977, 1978, 1981, 1983
- Roemeens voetballer van het jaar

1984
 Steaua Boekarest
- Landskampioen

1989
- Beker

1989